# 在华德租界
从19世纪末到20世纪中叶，德国曾经在中国的2个港口城市中开辟过专管租界：汉口德租界、天津德租界。
这2个在华德租界都开辟于1895年10月，德国借口在中日甲午战争中“迫日还辽（东半岛）”有“功”，向清政府索取租界，要求享受与英、法等国同等特殊待遇。其中汉口德租界始设于1895年10月3日，天津德租界始设于1895年10月30日，时间相隔不足1个月。
这2个在华德租界的规模属于中等，天津德租界超过2000亩，汉口德租界面积为600亩。
这2个在华德租界都经历过扩展，天津德租界在1900年八国联军占领期间扩展过一次，汉口德租界在1898年有过小幅扩展。
这2个在华德租界都在第一次世界大战后期被中国政府收回，成为最早被中国收回的租界。1917年3月14日，中国政府宣布与德国绝交，次日，派遣200名警察进驻汉口德租界，3月16日，天津警察厅也派遣300名警察接管了当地的德租界。8月4日，中国对德宣战，中国政府宣布正式接收德租界。1919年6月28日签订的《凡尔赛和约》确认了中国对２处德租界的收回。天津德租界改为天津特别行政区一区（特一区），汉口德租界改为汉口第一特别区。
这2个在华德租界由于开辟较迟，地理位置都比较偏僻，始终未能发展为繁盛的商业贸易区域，仅有少部分德国商人在界内开设洋行，汉口德租界内设有一些蛋厂、烟厂、仓库，但是2个在华德租界都以住宅区为主。天津德租界还曾经吸引了一批权贵入住，其中包括黎元洪、张勋、袁克定、刘冠雄等。
汉口德租界道路的命名相当独特，6条与长江垂直的街道的德文名称以德国人名命名，但中文名称则分别命名为皓街（Augusta street，今一元路）、福街（Victoria street，今二曜路）、禄街（Utsen street，今三阳路）、寿街（Nien street，今四唯路）、宝街（Charlotten street，今五福路）、实街（Dorotheen street，今六合路）。
天津德租界所在地至今大体仍保持旧日风貌，今河西区解放南路（原威廉街）两侧保存有不少德租界时代遗留的建筑。汉口德租界在收回后经历过1944年12月18日的美机大轰炸，大半被炸毁，原有风貌残存较少，仅有德国驻汉口领事馆（今一元路2号武汉市外事办公室）、安利英洋行等，不少地方在大轰炸后演变为贫民窟，后来在城市改造中重建为现代风格的住宅楼。